# Broomhaugh and Riding
Broomhaugh and Riding är en civil parish i Storbritannien.   Den ligger i grevskapet och kommunen Northumberland i riksdelen England, i den centrala delen av landet, 400 km norr om huvudstaden London. Antalet invånare är 966.